# Newlandsstadion

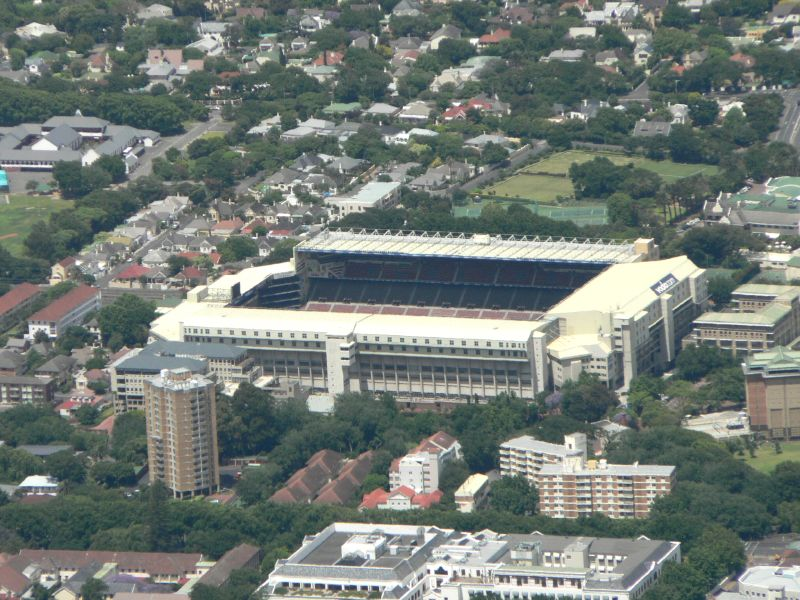
Newlands Stadion

Het Newlands Stadium (Afrikaans: Nuwelandstadion, officieel: DHL Nuwelandstadion of DHL Newland Stadium) is een stadion gebouwd in 1890 en de thuishaven van de Zuid-Afrikaanse voetbalclub Ajax Cape Town en tot eind 2020 rugbyclub Stormers (die sinds 2021 in het Groenpuntstadion spelen). Het stadion is in de jaren 1988 en 1989 herbouwd en heeft sindsdien een toeschouwerscapaciteit van 51.900 mensen in een combinatie van zit- en staanplaatsen. In 2011 heeft de sponsor van het stadion, koeriersbedrijf DHL, besloten om het stadion haar naam te laten dragen. Sinds de jaren 2020 zijn er plannen voor afbraak van het stadion.